# 红一方面军总部会议旧址
红一方面军总部会议旧址位于江西省宜黄县东陂镇黄柏岭村。
会议旧址原称徐氏宗祠，始建于清朝嘉庆年间。1933年3月间，周恩来、朱德曾在此指挥东陂战役。现为宜黄县文物保护单位。2010年，江西省文化厅曾拨款进行修缮。2014年，宜黄县人民政府将之与棠阴古建筑群、棠阴迎恩塔等一同申报为江西省文物保护单位。